# Вашингтон-М'юз
Вашингтон-М'юз (англ. Washington Mews) — приватна закрита вулиця в Нью-Йорку між П'ятою авеню та Юніверсіті-плейс на північ від Вашингтон-сквер-парк. Разом з алеєю МакДугал та Стайвесант-стріт спочатку вона була частиною стежки Ленапе, яка з'єднувала річки Гудзон та Іст-Рівер, і спочатку була створена як конюшня (ряд стаєнь), яка обслуговувала коней із будинків у цьому районі. З 1950-х років колишні стайні слугували житлом, офісами та іншими приміщеннями для Нью-Йоркського університету.

## Історія
Вашингтон-М'юз знаходиться на території, яка у 18 столітті була частиною великої ферми капітана Роберта Річарда Рендалла; після смерті Рендалла він заповідав землю тому, що стало відомо як «Затишна гавань моряків». Установа орендувала землю, використовуючи отримані доходи для створення свого комплексу на Стейтен-Айленді; будинки, побудовані на землі вздовж північної сторони Вашингтон-сквер і південної сторони Восьмої вулиці, прийшли з двоповерховими стайнями, побудованими вздовж того, що стало відомо як Вашингтон-М'юз. Приватні стайні використовували сім'ї таких чоловіків, як Річард Морріс Хант, Джон Тейлор Джонстон і П'єр Лоріллар.
У 1881 році Департамент громадських робіт Нью-Йорка наказав побудувати перші ворота Вашингтон-М'юз на кожному кінці, очевидно намагаючись відрізнити М'юз від громадських вулиць. У 1916 році Затишна гавань моряків переробила дюжину стаєнь у художні студії, спроєктовані Maynicke & Franke; протягом 20-го століття серед художників, які жили там, були Пол Меншип, Гастон Лашез, а пізніше Гертруда Вандербільт Вітні.